# 马渚站
马渚站位于浙江省余姚市马渚镇境内，是萧甬线上的一座四等站。车站1913年始设，抗日战争废弃，1955年重建并同时办理客运和货运业务，1994年改为会让站。车站设有正线1股，到发线1股，其他线1股，站房1座，货物仓库3座，旅客站台1座。2000年9月，车站于中国铁路第三次大提速前夕撤销:358。